# Dietrich Kurz
Dietrich Kurz (* 13. Oktober 1942 in Breslau; † 23. Januar 2023) war ein deutscher Sportpädagoge. Durch seine Arbeiten zur Multiperspektivität des Sports hatte er einen wichtigen Einfluss auf die Entwicklung des Sportunterrichts in Deutschland.

## Leben und Werk
Nach der Flucht aus Schlesien wuchs Kurz in Minden und Hannover auf, dort legte er 1962 das Abitur am Ratsgymnasium ab. Von 1962 bis 1968 studierte er die Fächer Griechisch, Latein und Leibesübungen an den Universitäten Tübingen, Athen und Hamburg. In Tübingen wurde er Mitglied der Studentenverbindung ATV Arminia im ATB. Das 1. Staatsexamen legte er in Tübingen ab, wo er 1969 auch zum Dr. phil. promoviert wurde. Von 1969 bis 1970 war er wissenschaftlicher Angestellter am Philologischen Seminar der Universität Tübingen, von 1970 bis 1977 wissenschaftlicher Assistent am Institut für Sportwissenschaft der Universität Tübingen; 1977 erfolgte seine Habilitation im Fach Sportwissenschaft bei Ommo Grupe an der Universität Tübingen. Kurz befasste sich in seiner Habilitation mit dem Thema „Elemente des Schulsports“. 1978 wurde Kurz der erste Professor an der neugegründeten Abteilung Sportwissenschaft der Universität Bielefeld und amtierte dort bis 2009 als Professor für Sportwissenschaft (Arbeitsbereich Sport und Erziehung). 1987 war Kurz innerhalb der Deutschen Vereinigung für Sportwissenschaft an der Gründung der Sektion Sportpädagogik beteiligt. Im Deutschen Sportbund (DSB) gehörte er dem Wissenschaftlichen Beirat an, von 2008 bis 2014 saß er beim DSB dem Kuratorium zur Verleihung des Carl-Diem-Preises beziehungsweise dessen Nachfolgeauszeichnung, dem Wissenschaftspreis des Deutschen Olympischen Sportbundes (DOSB), vor. 2015 wurde Kurz mit der DOSB-Ehrennadel ausgezeichnet.
Im September 2022 erhielt er den Landespreis Sportwissenschaft Nordrhein-Westfalen für sein Lebenswerk. In einem Nachruf der Deutschen Vereinigung für Sportwissenschaft, deren Ehrenmitglied er war, wurde Kurz zugeschrieben, „wie kein anderer dem Schulsport in Deutschland eine pädagogische Gestalt gegeben zu haben“. Sein Sohn Philipp Kurz ging ebenfalls in die Wissenschaft, er wurde Professor am Institut für Anorganische und Analytische Chemie der Albert-Ludwigs-Universität Freiburg.

## Funktionen in Wissenschaft und Sport
- 1974–2009: Mitglied der Curriculumkommission und der Zentralen Arbeitsgruppe zur Entwicklung  (später der Revision) der Richtlinien und Lehrpläne für den Sport an den Schulen des Landes Nordrhein-Westfalen
- 1985–1989: Präsident der Deutschen Vereinigung für Sportwissenschaft
- 1991–2005: Vorsitzender des Wissenschaftlichen Rats des Club of Cologne
- 1998–2009: Mitglied der Präsidialversammlung des Deutschen Evangelischer Kirchentages
- 2008–2014: Vorsitzender des Kuratoriums zur Verleihung des Wissenschaftspreises des Deutschen Olympischen Sportbundes